# Bahía Magallanes
La bahía Magallanes es un accidente litoral ubicado dentro de la ría Deseado, en el Departamento Deseado, en la Provincia de Santa Cruz (Patagonia, Argentina). Corresponde a una de las tres divisiones internas que tiene la ría Deseado, estando en el extremo este y siendo la ubicada más cerca del Mar Argentino y por lo tanto, la más alejada a la desembocadura del Río Deseado. Al oeste se halla la bahía Uruguay en la parte central, mientras que en el extremo oeste la bahía Concordia.
El límite de esta bahía lo constituyen por el oeste la Barranca de los Cormoranes en la isla Elena y por el este la Punta Cascajo (frente a la ciudad de Puerto Deseado). Dentro de esta bahía no se incluyen islas. Tiene una profundidad de entre 28 y 30 metros, lo que la convierte en un puerto de aguas profundas. Sobre esta bahía se hallan las instalaciones del puerto. Además se encuentra el pecio de la corbeta Swift, hundido en el año 1770. Sus medidas aproximadas son 2,55 kilómetros de largo por 1 kilómetro de ancho máximo. En la zona de la bahía Uruguay existe una importante avifauna que suele nidificar en las islas y costas acantiladas. 